# Sint-Luciakerk (Begijnendijk)
De Sint-Luciakerk is een modern-gotische kerk in de dorpskom van het Belgische dorp Begijnendijk. De kerk is toegewijd aan Sint-Lucia.

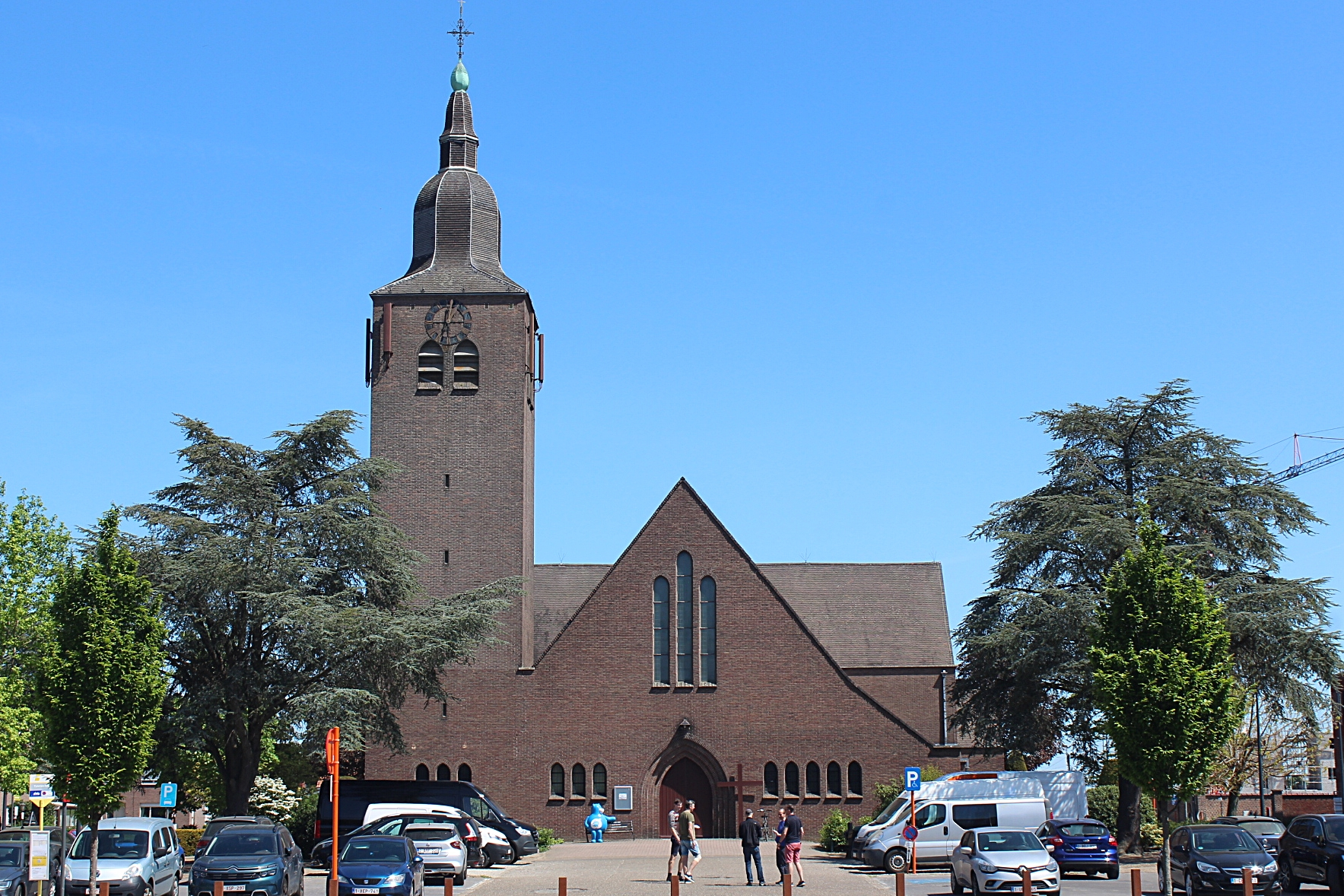
Vooraanzicht van de Sint-Luciakerk (Begijnendijk)

## Ontstaan van de parochie
Waarschijnlijk hoorden Begijnendijk en Baal oorspronkelijk bij Betekom, maar in het begin van de 16de eeuw zouden beide plaatsen deel gaan uitmaken van de Onze-Lieve-Vrouwparochie van Aarschot. Dit zal weinig moeilijkheden opgeleverd hebben omdat zowel de parochies van Aarschot als Betekom bestuurd werden door de Sint-Geertruiabdij van Leuven.
In 1675 werd het vicariaat van Baal opgericht als hulpparochie voor Aarschot en werd een belangrijk deel van Begijnendijk hierdoor bediend. 
In 1730 richtten de inwoners van Begijnendijk een verzoekschrift aan de Mechelse aartsbisschop om hun – op eigen krachten nieuw gebouwde – kapel in te wijden en om een priester aan te stellen die de mis zou doen en de kinderen catechismus zou aanleren. Dit verzoek werd gemotiveerd door het feit dat de gebedshuizen van Aarschot en Baal te ver verwijderd waren om regelmatig aan misvieringen deel te kunnen nemen. Na visitatie door de landdeken en nadat de financiële regelingen voor o.a. de wedde van de priester geregeld waren, werd op 20 december 1733 de Sint-Luciakapel gewijd. 
De pastorale functies zoals doopsels, huwelijken en begrafenissen dienden nog in de respectievelijke kerken van Baal en Aarschot te gebeuren.

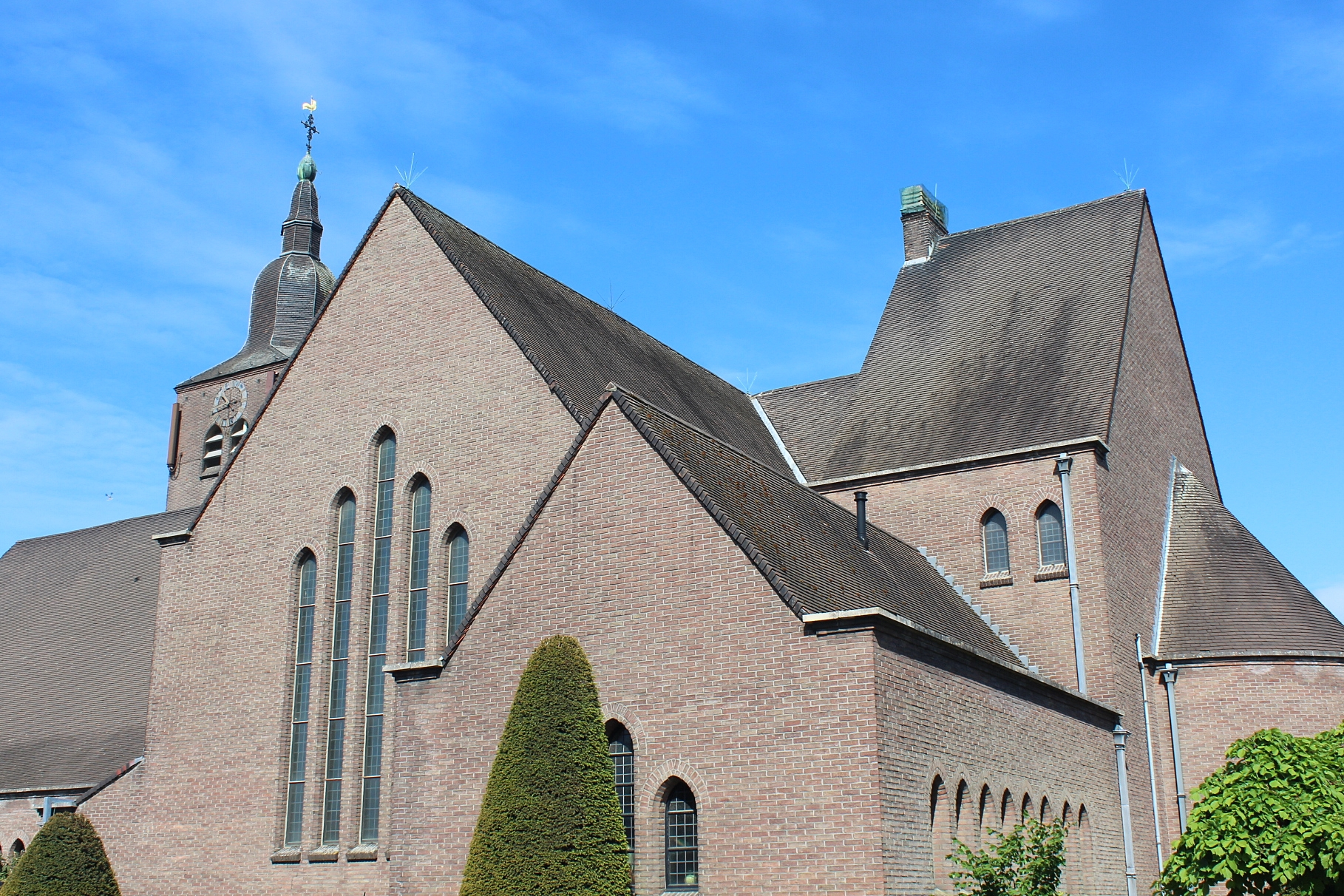
Sint-Luciakerk (Begijnendijk). Gezicht op het spel der volumes vanuit het zuidoosten.

In 1766 kon de dorpsgemeenschap van de abt van Sint-Geertrui bekomen dat de bedienaar van de kapel in Begijnendijk blijvend zou gehuisvest worden. Hierdoor kreeg de parochie een status als hulpparochie die direct afhankelijk was van de hoofdkerk in Aarschot. In de volgende periode zullen er steeds meer parochiale functies in deze hulpparochie uitgevoerd worden. In 1766 werden biechtstoelen aangekocht. In 1767 werd er een doopkapel ingericht. Eveneens in 1767 zou de eerste Sint-Luciaprocessie gehouden worden. Hoewel in 1778 een kerkhof werd ingericht, zou pas in 1783 het begrafenisrecht aan de parochiepriester toegekend worden. Waarschijnlijk was de aanleiding een epidemie van dysenterie in dat jaar waarbij het onmogelijk was om de vele dodelijke slachtoffers naar de hoofdkerk in Aarschot te vervoeren. In 1789 werd het eerste huwelijk ingezegend. 
In 1803 reorganiseerde de Franse overheerser het parochiewezen. De Sint-Luciakapel werd Sint-Luciakerk. Ze bleef weliswaar een succursale van Aarschot, maar nu als een volwaardige parochie.

## Voorgaande kerkgebouwen
De eerste Sint-Luciakapel stond waarschijnlijk op de plaats waar nu het beeld van het Begijntje staat. Ze werd door de inwoners gebouwd en onderhouden. De oorspronkelijke kapel was slechts acht meter lang en had een dakruiter met klokje.  
Tussen 1756 en 1760 werd de kerk aan de westzijde vergroot. De oude kapel werd als koor behouden. De totale lengte zou zo’n 15 meter bedragen. In 1769 waren er 380 communicanten (ouder dan twaalf jaar). 
In 1770 werd er naast de pastorie een kosterhuis gebouwen dat eveneens als schooltje zou fungeren. Het aantal kerkgangers nam overhand toe zodat in 1774 een tweede mis noodzakelijk werd. In 1778 werd het kerkgebouw na uitbreiding of vernieuwing opnieuw gewijd. Tijdens die wijding werd ook het kerkhof ingericht. De volgende decennia groeide het aantal parochianen. Het kerkhof werd verschillende keren uitgebreid. 
In 1835 werd begonnen met de vervanging van de oude kerk door een nieuw godshuis naar de plannen van provinciaal bouwmeester Alexander Van Arenbergh (1799-1877). In 1838 – na drie jaren van technische problemen – waren de werken grotendeels klaar. Het gebouw was opgetrokken in een neoclassicistische stijl in baksteen met de hoekkettingen en raamomlijstingen in witte zandsteen. De westertoren had een achthoekige verdieping met twee klokken en een spits dak. Het schip bestond uit drie beuken en was gedeeltelijk om te toren heen gebouwd. Het koor was vierkantig met afgeronde hoeken. Het is niet duidelijk of dit bouwdeel verwant was met het oude koor of het al dan niet een latere constructie betrof.
In de jaren 1920 werd ook dit gebouw te klein en vertoonde het technische gebreken. Hoewel er in die periode een grond aansluitend op het nieuwe kerkhof in de huidige Kerkstraat aangekocht werd, werden er geen concrete plannen gemaakt voor een nieuwbouw. In 1933 werden verbouwingsplannen goedgekeurd om het gebouw te vergroten, maar ze werden nooit uitgevoerd. 

## De bouw van een nieuwe kerk
Op 20 maart 1949 wordt Jozef Norbert Verrydt (1911-1994) de nieuwe parochiepriester van Begijnendijk. Samen met architect Jozef Gabriels (1920-1979) maakt hij de plannen voor een nieuwe kerk. In 1953 werden deze goedgekeurd, werd de aanbesteding uitgevoerd en de grond aangekocht. In september 1953 startten de bouwwerken. 
De kostprijs van de kerk – exclusief het meubilair – bedroeg 6.673.899, 52 Bef. Deze kosten werd gefinancierd door staatssubsidies (30%), steun van het gemeentebestuur (0,5 miljoen Bef.) en via ‘Domus Dei’, het Diocesaan werk voor kerkenbouw in het aartsbisdom Mechelen. De Begijnendijkse parochianen droegen wezenlijk bij in de kosten door de organisatie van allerhande activiteiten. Reeds in het begin van de jaren 1960 waren de schulden volledig afbetaald. 
De sloop van de oude kerk, die ondertussen was blijven functioneren, vond plaats in juni-juli 1955 en nam ongeveer een maand in beslag. Bijna al het puin werd als wegverharding gebruikt. Het oude kerkhof was reeds in 1952 ontruimd.
Op 1 mei 1955 werd de kerk plechtig ingewijd door Monseigneur Schoenmaeckers.

## Het ontwerp
De parochiekerk Sint-Lucia is gebouwd in 1955 in modern-gotische stijl naar een ontwerp van de Brasschaatse architect Jozef Gabriëls (1920-1979). 

## Beschrijving exterieur

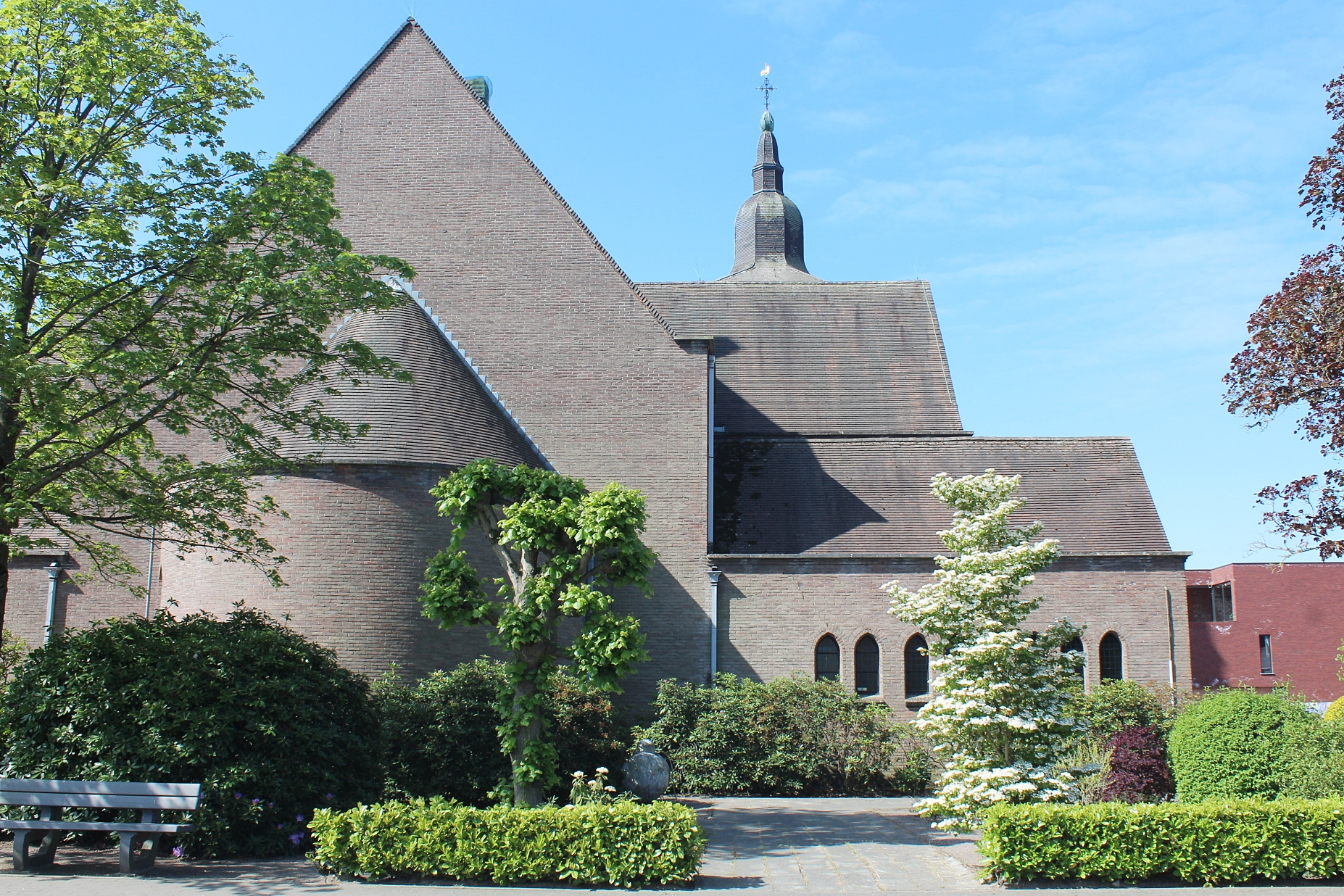
Sint-Luciakerk (Begijnendijk) Gezicht op koor en apsis.

Het bakstenen gebouw bestaat uit een driebeukig schip van vijf traveeën, een transept, een koortravee en een halfronde apsis. De toren bevindt zich op de noordwestelijke hoek. De weekkapel bevindt zich in een bijgebouw.
De driehoekige voorgevel is sober en oogt solide. Opvallend zijn de kleine ramen naast een rondbogige ingang, asymmetrisch in aantal, en de drie smalle, hooggeplaatste ramen. 
Wanneer we rond het gebouw wandelen, valt het bijzondere spel van volumes op met een hoogkoor dat duidelijk hoger is dan het schip.
De toren heeft een klokvormige leistenen dakkap.

## Beschrijving interieur

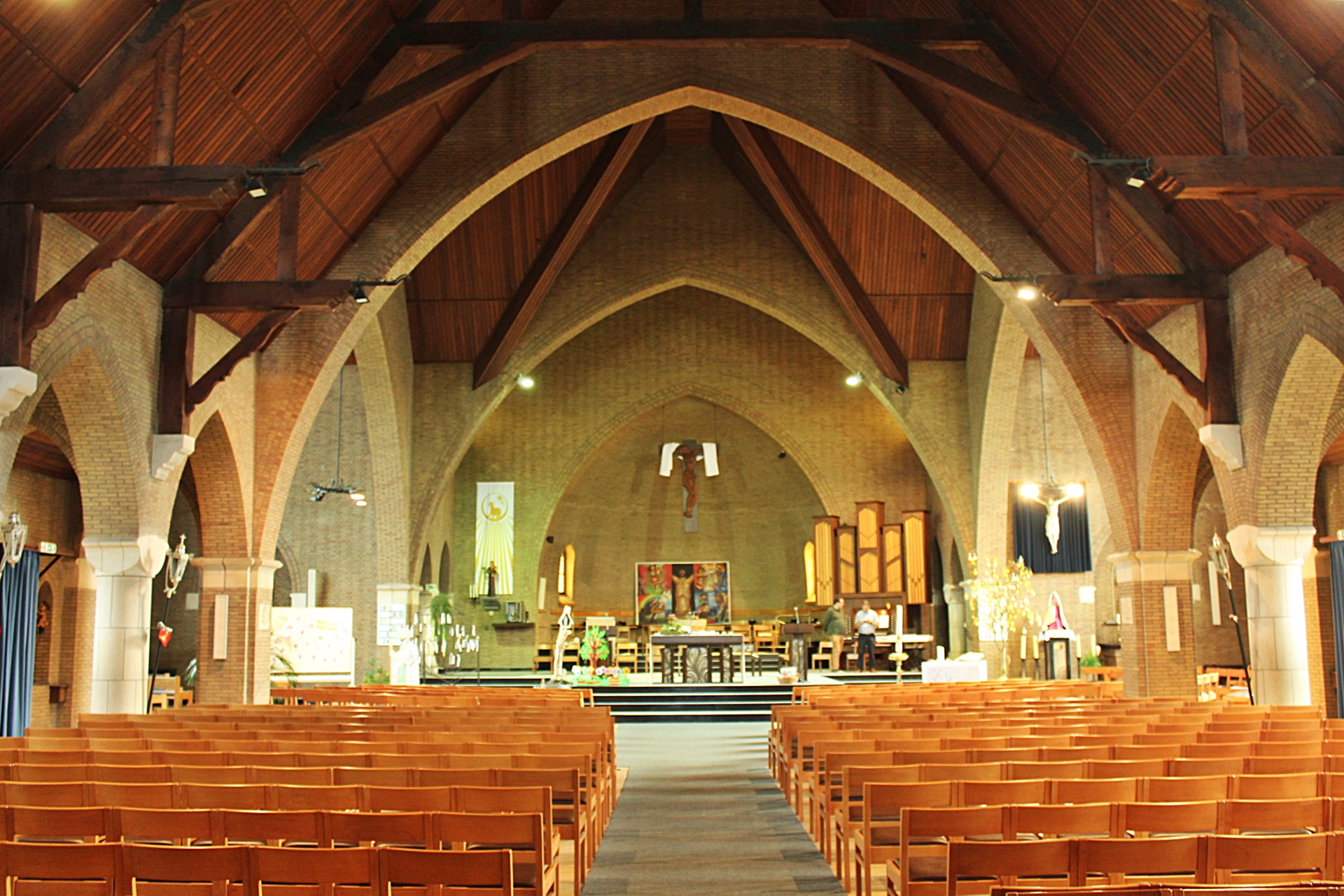
Sint-Luciakerk (Begijnendijk) Gezicht naar het koor.

De volgende beschrijving uit het boek “Begijnendijk, dorp van kerkbouwers”, vat de eerste indruk die de bezoeker heeft goed samen: “Onze kerk, zeker de middenbeuk, lijkt op een immense schuur met die geweldige ruimte en het houten gebinte daarboven.”
Via het hoofdportaal komt men de inkomhal binnen. De grijsrode bakstenen muren hebben accenten van witte steen. Het geheel wordt overkoepeld door een donker, bruin houten gewelf. De scheiding tussen midden- en zijbeuken bestaat uit vier ronde witstenen zuilen. Op de kruising met het transept zijn de gemetste pilaren hoekig. 
Reeds 10 jaar na de inwijding verdwenen als gevolg van de nieuwe liturgische regels van het Tweede Vaticaans Concilie het hoofdaltaar in het hoogkoor, de communiebank en de preekstoel. Op een houten podium werd het nieuwe volksaltaar geplaatst.
Er zijn zich verschillende beelden van de hand van de kunstenaar Willy De Backer (1910-1993): H. Lucia (eikenhout, 1955), H. Barbara (eikenhout, 1955), Onze-Lieve-Vrouw met Kind (steen, 1954), H. Jozef met het kind Jezus (steen, 1954), H. Hart van Jezus en een gekruisigde Christus in het hoogkoor (steen, 1957).
Verschillende beelden zijn afkomstig uit de vroegere kerk: Sint-Leonardus (terracotta, 18de eeuw), Sint-Antonius (plaaster, 19de eeuw), de (aangeklede) processiebeelden van Sint-Lucia en Madonna met Kind.

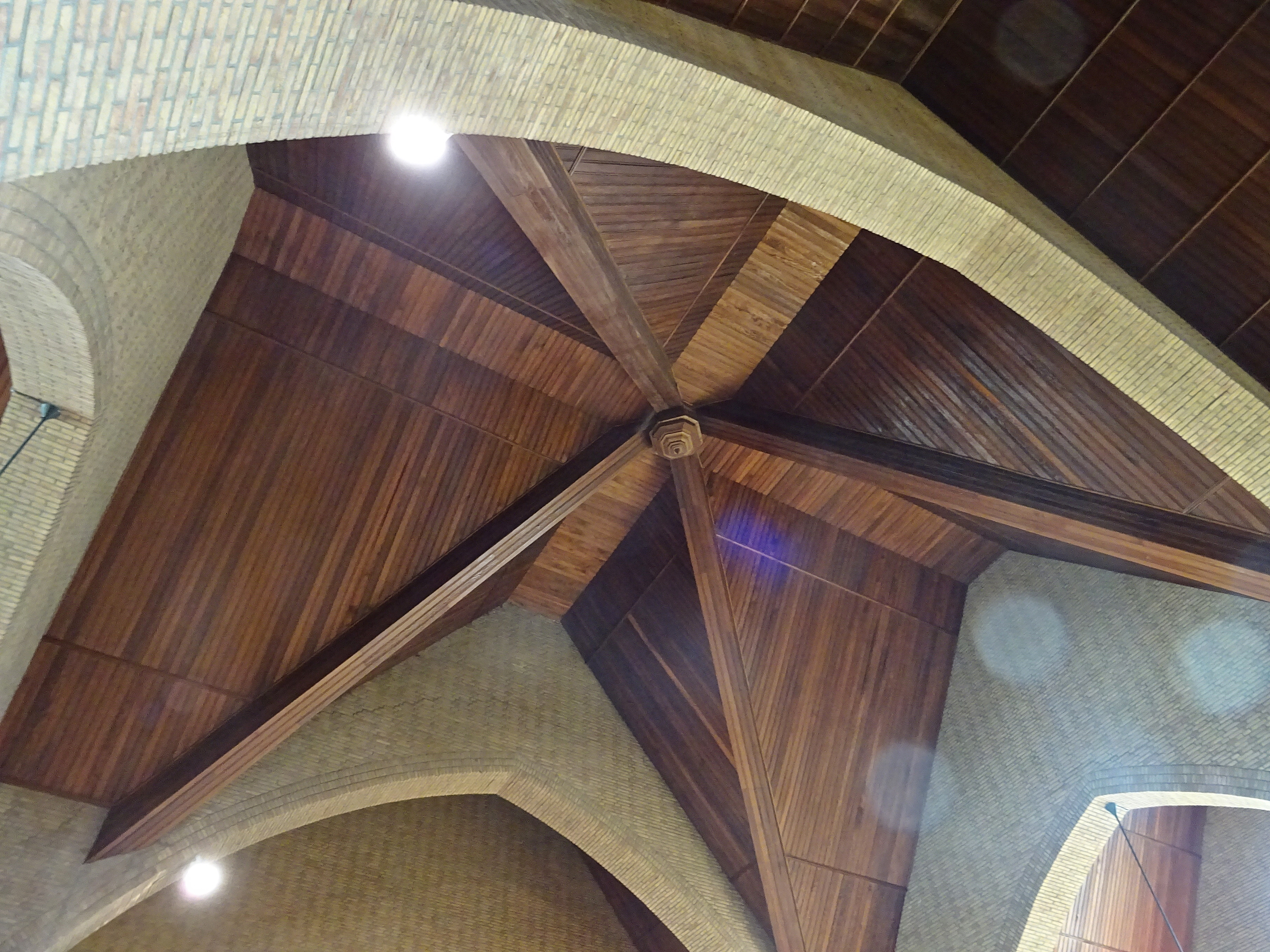
Sint-Luciakerk (Begijnendijk) Stervormig houten plafond boven de vliering.

De in de muur ingemetste half reliëfs van de hoofden van Petrus en Paulus, zijn afkomstig van de preekstoel uit 1955. 
De doopvont (1955) is een ontwerp van architect J. Gabriëls. Het tabernakel met de voorstelling van het kruis met aan weerszijden een hert is van het atelier van Emile Vandenhoute (1928-1990) uit Anderlecht.
Het pijporgel op de doksaal werd in 1987 vervangen door een elektrisch orgel. In 2003 werd het Monarke orgel op het koor in dienst genomen. In 2005 werd een nieuwe kruisweg van kunstenares Marcella Van Der Borght opgehangen.

## Trivia
De architectuur is sterk gelijkend op deze van de Sint-Odradakerk te Mol, eveneens van architect J. Gabriels. Deze kerk werd in 1961 ingewijd, slechts enkele jaren na deze van Begijnendijk.

## Beeldengalerij

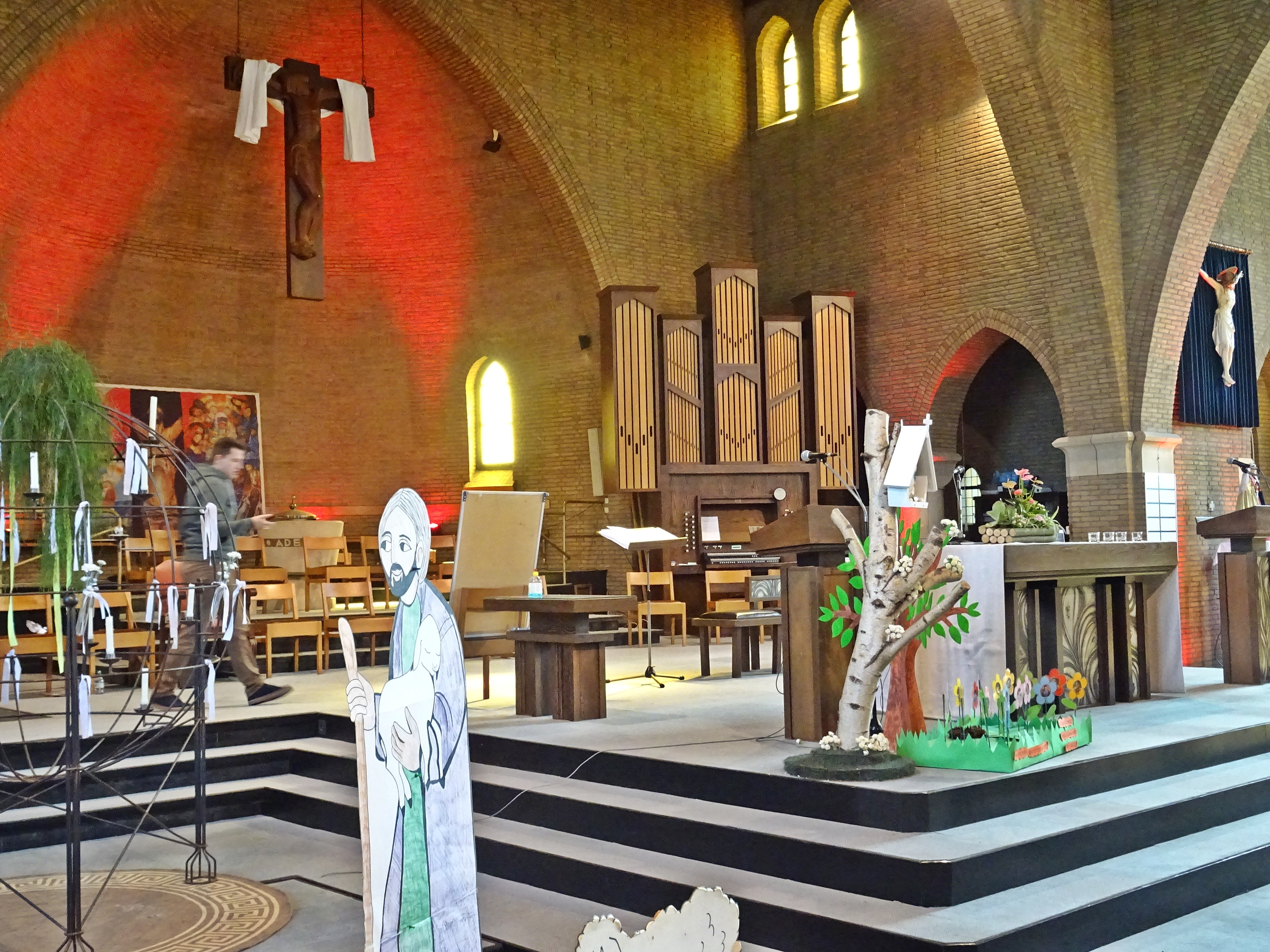
Koor
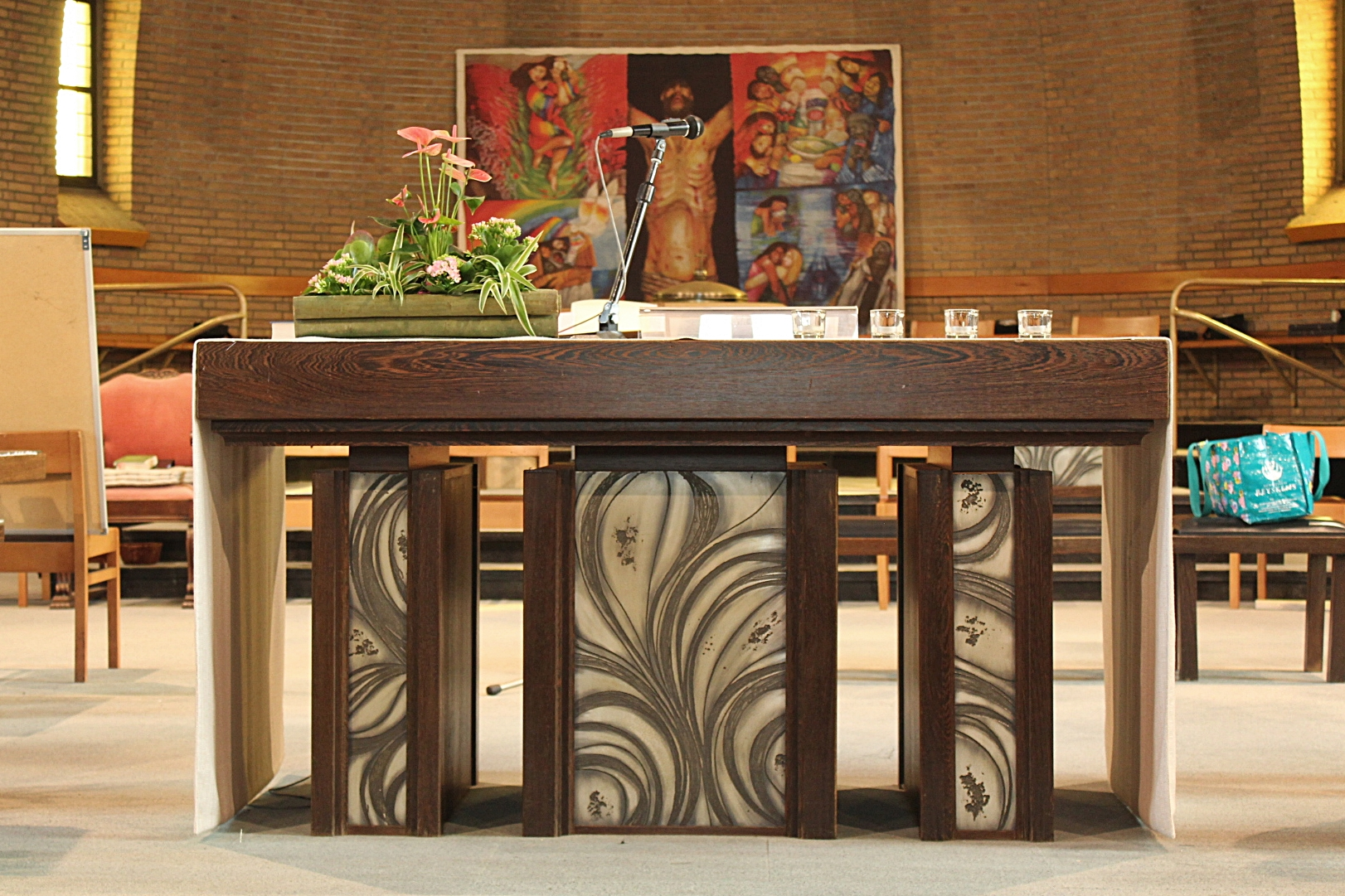
Volksaltaar
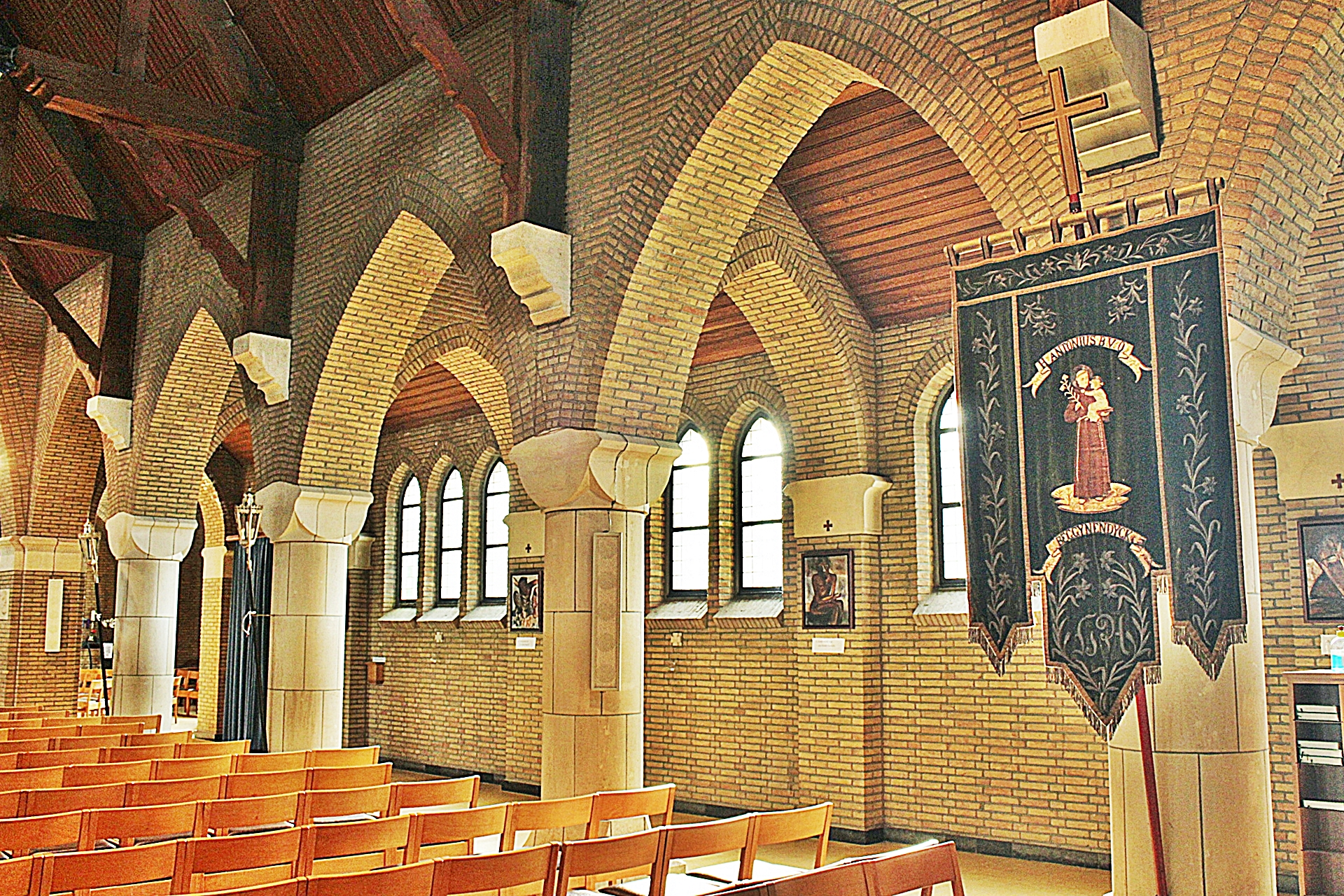
Noordelijke zijbeuk
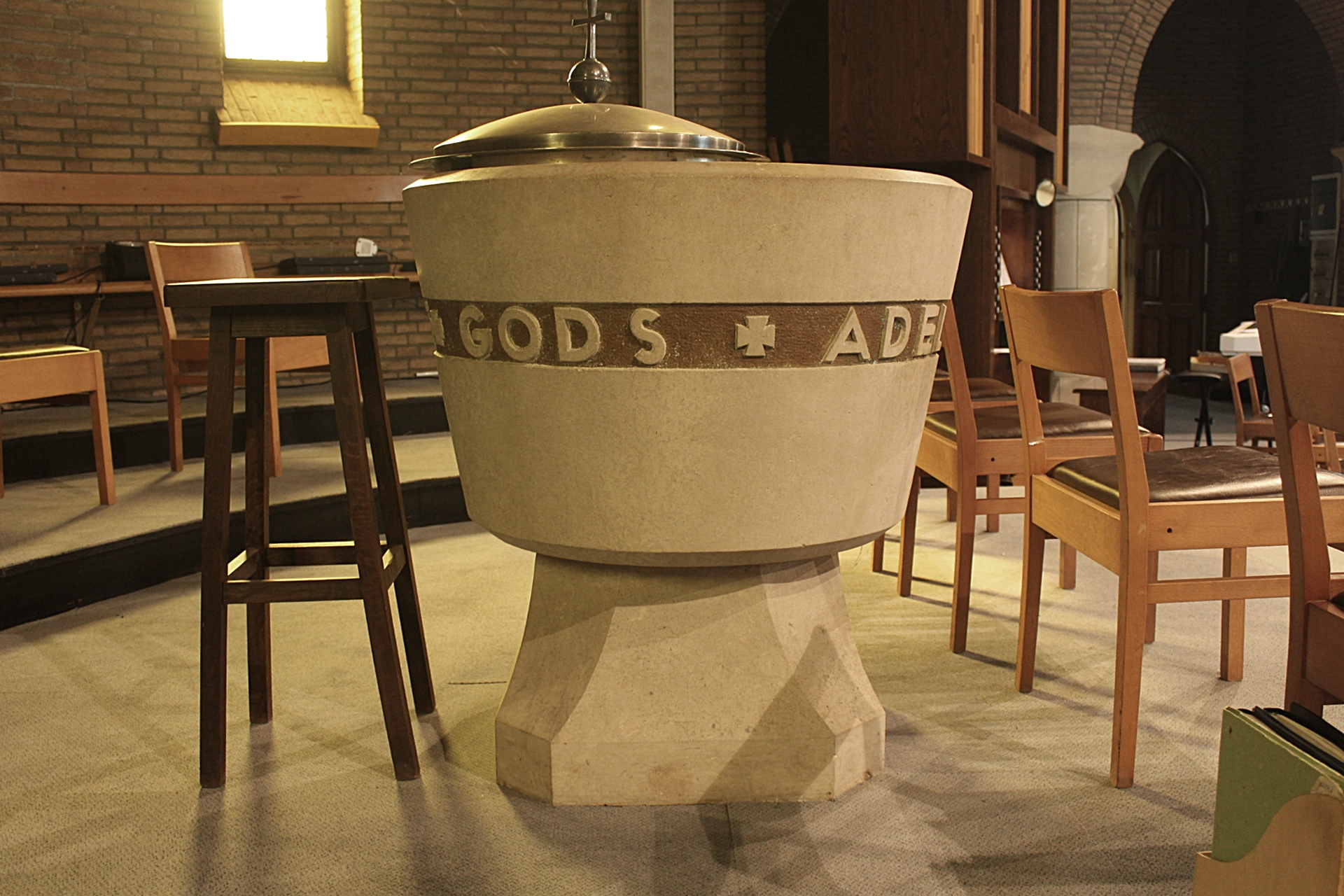
Doopvont
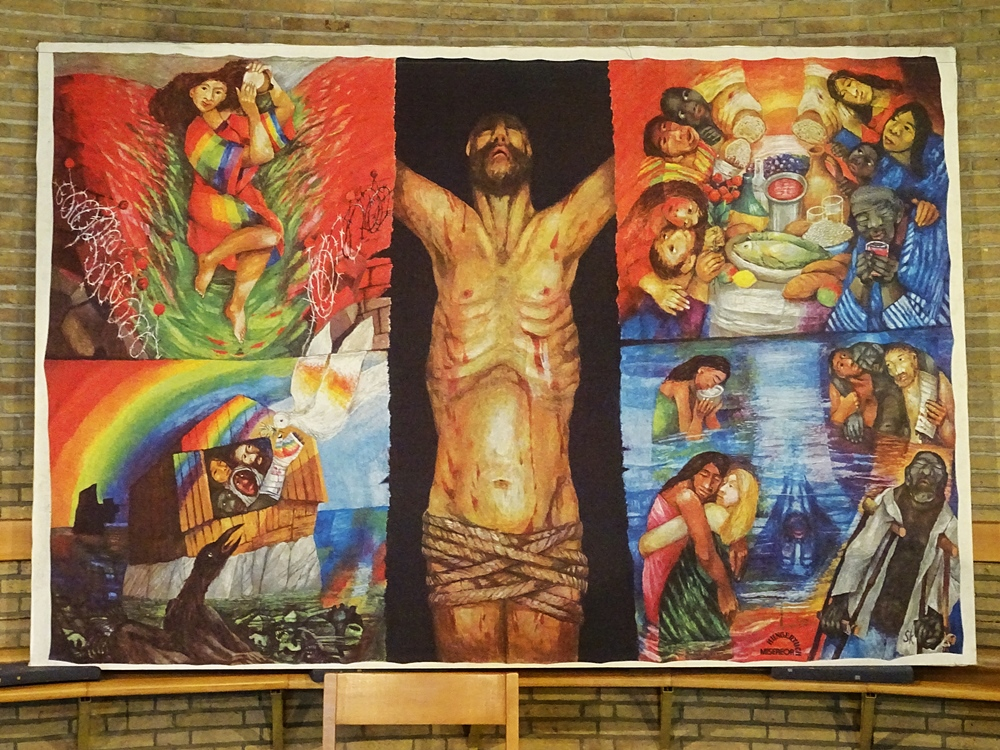
Schilderij in de apsis
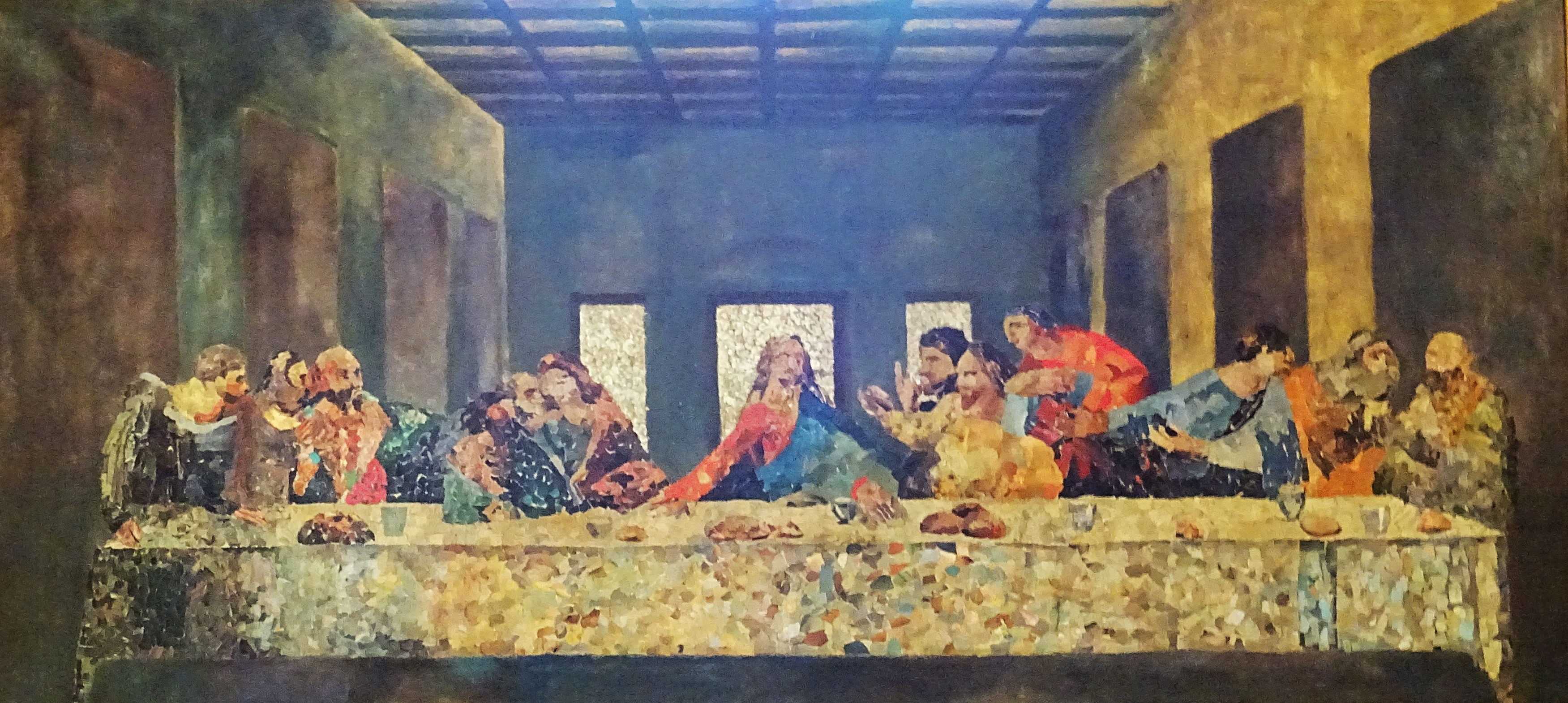
Schilderij 'Het Laatste Avondmaal' op het doksaal

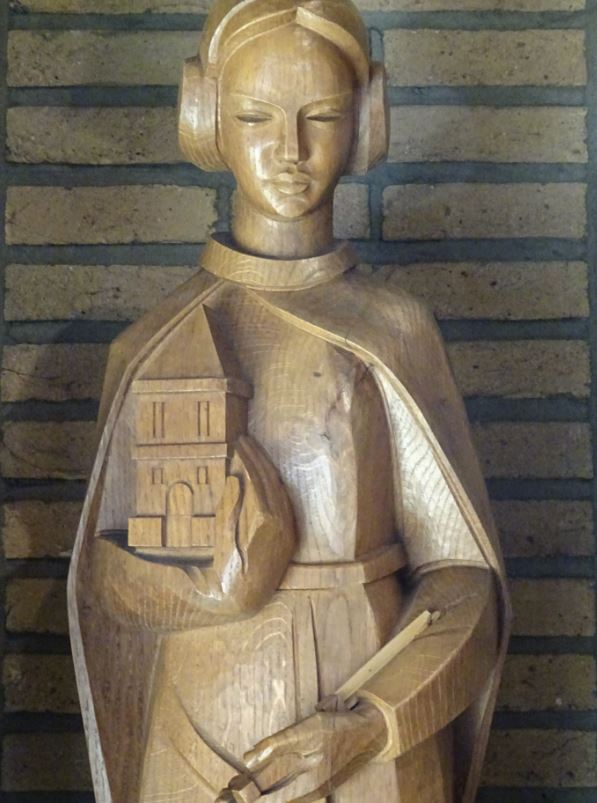
Sint-Barbara (W. De Backer)
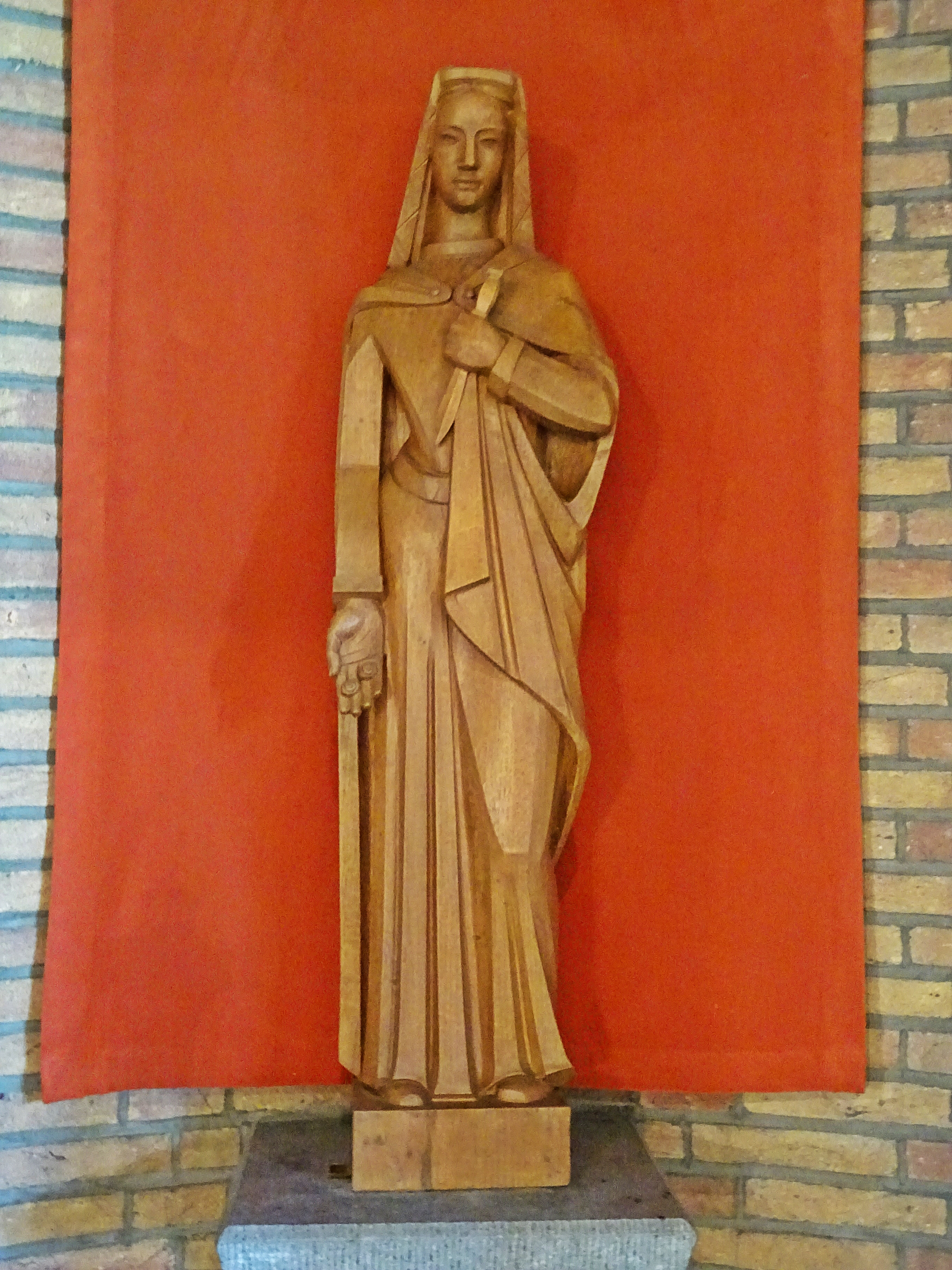
Sint-Lucia (W. De Backer)
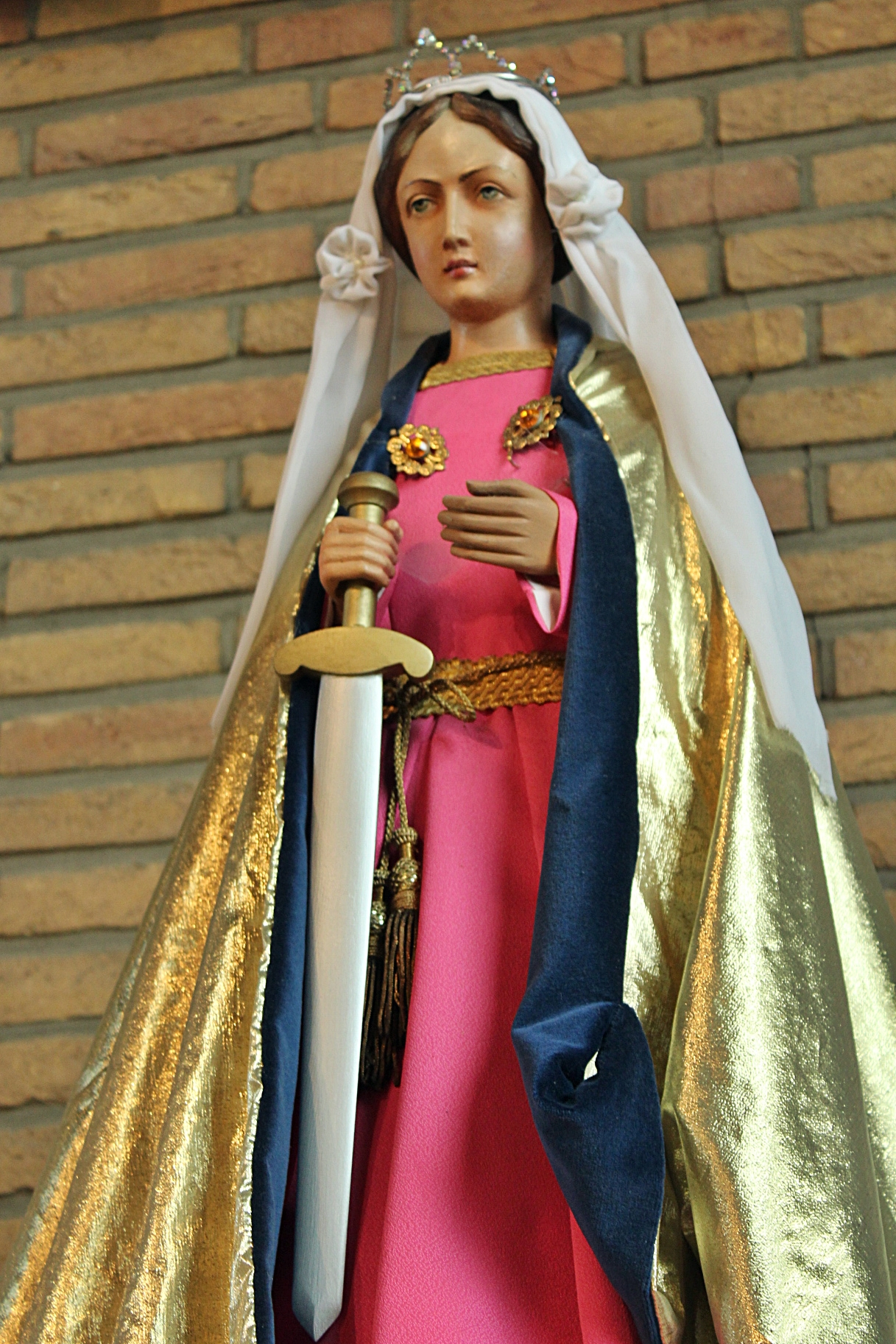
Processiebeeld Sint-Lucia
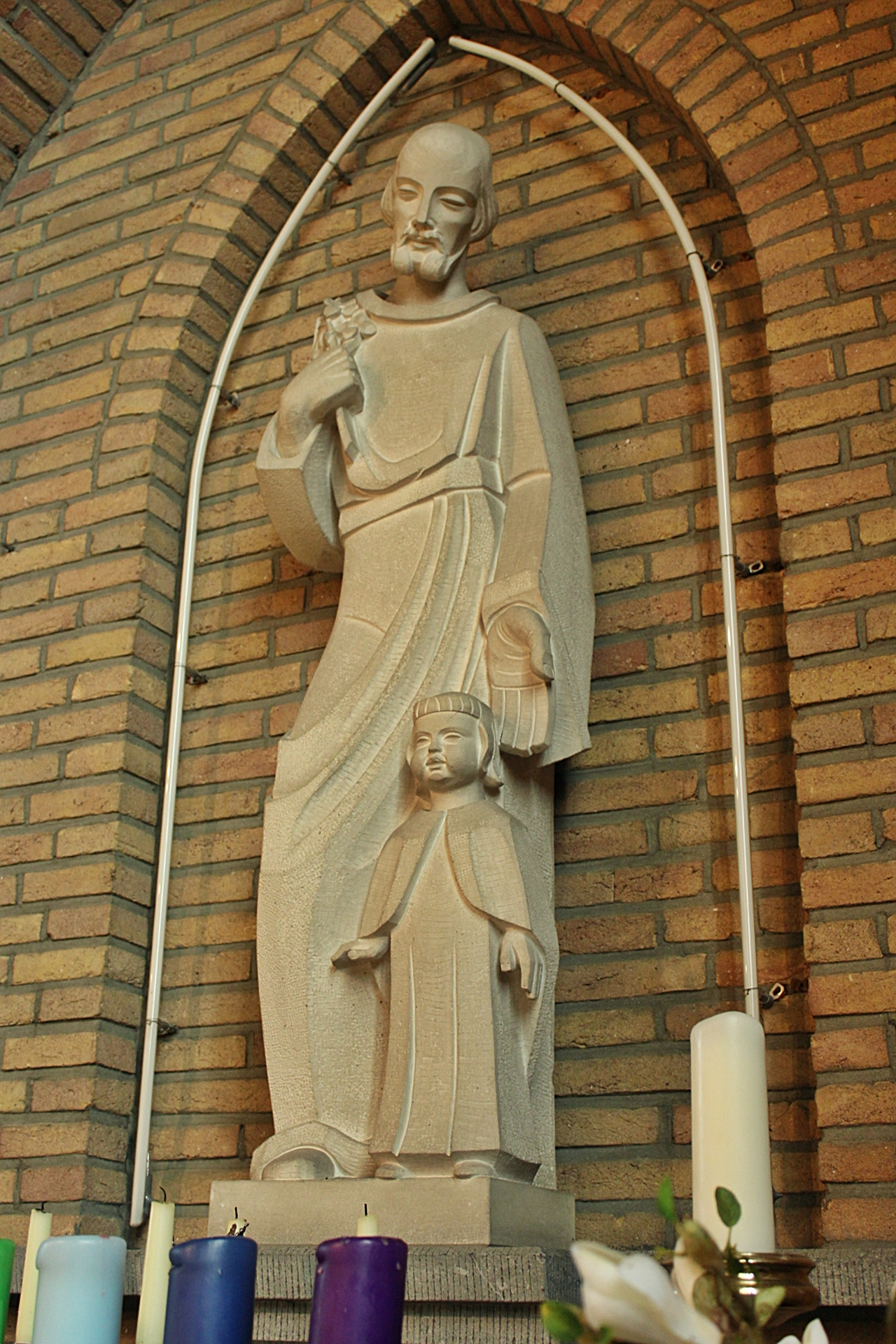
Sint-Jozef  met het kind Jezus (W. De Backer)
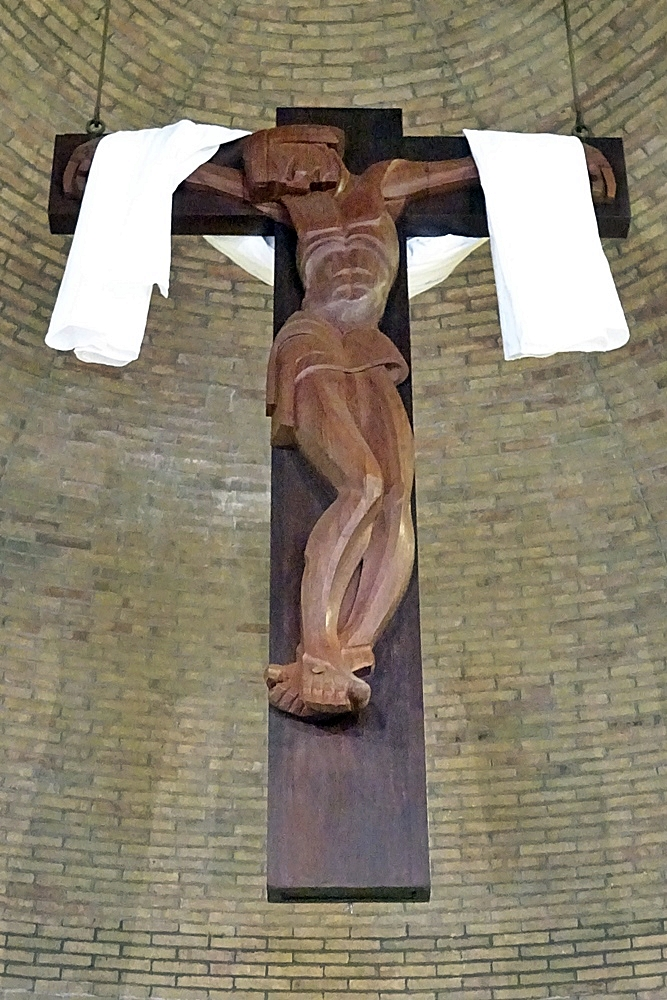
Gekruisigde Christus (W. De Backer)
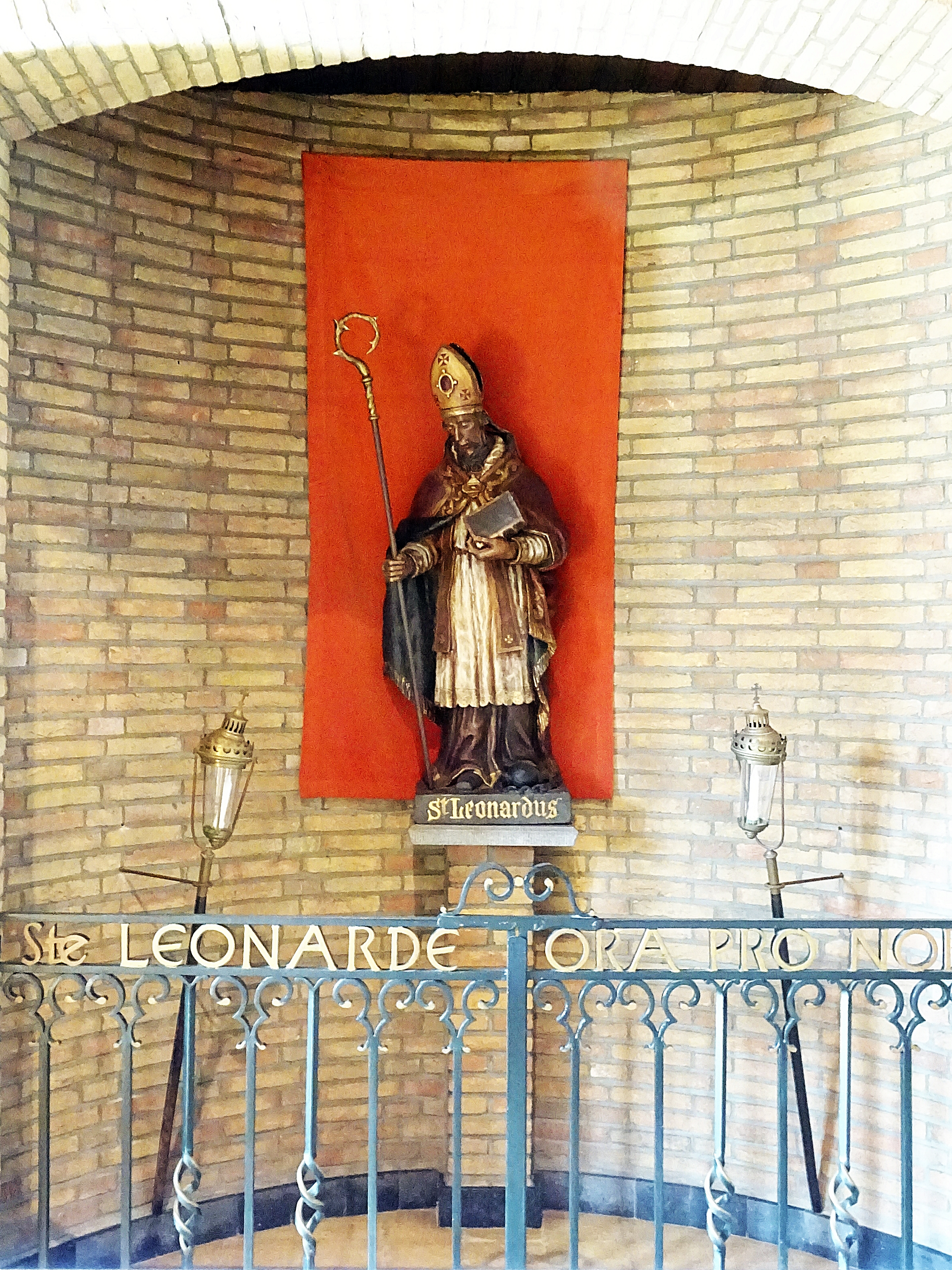
Heilige Leonardus

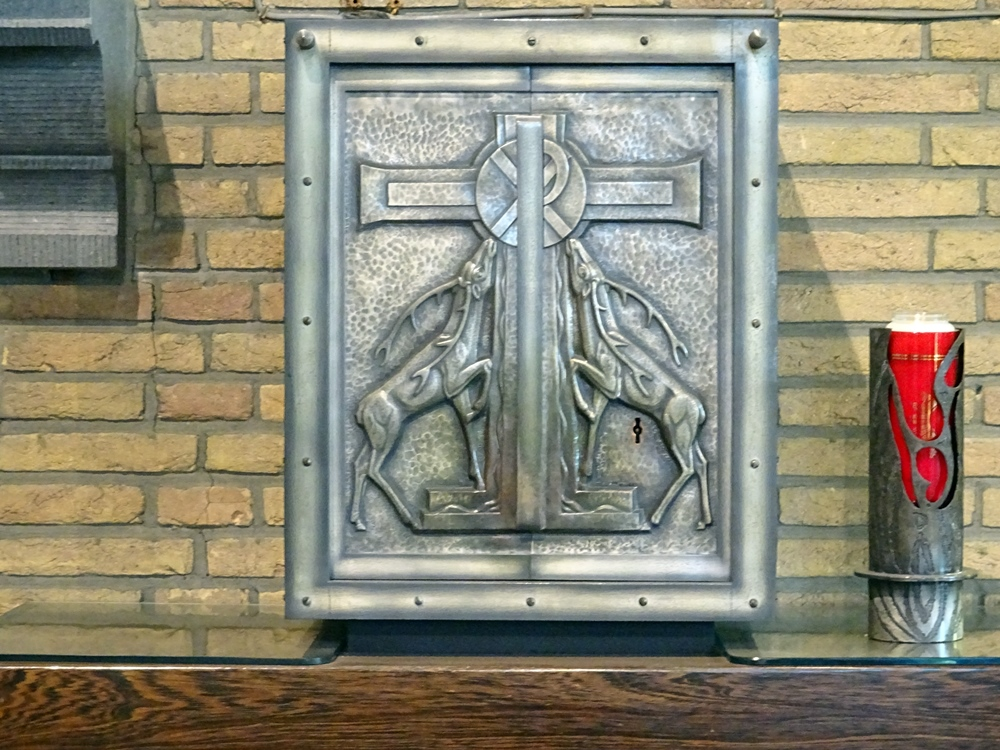
Tabernakel (Vandenhoute)
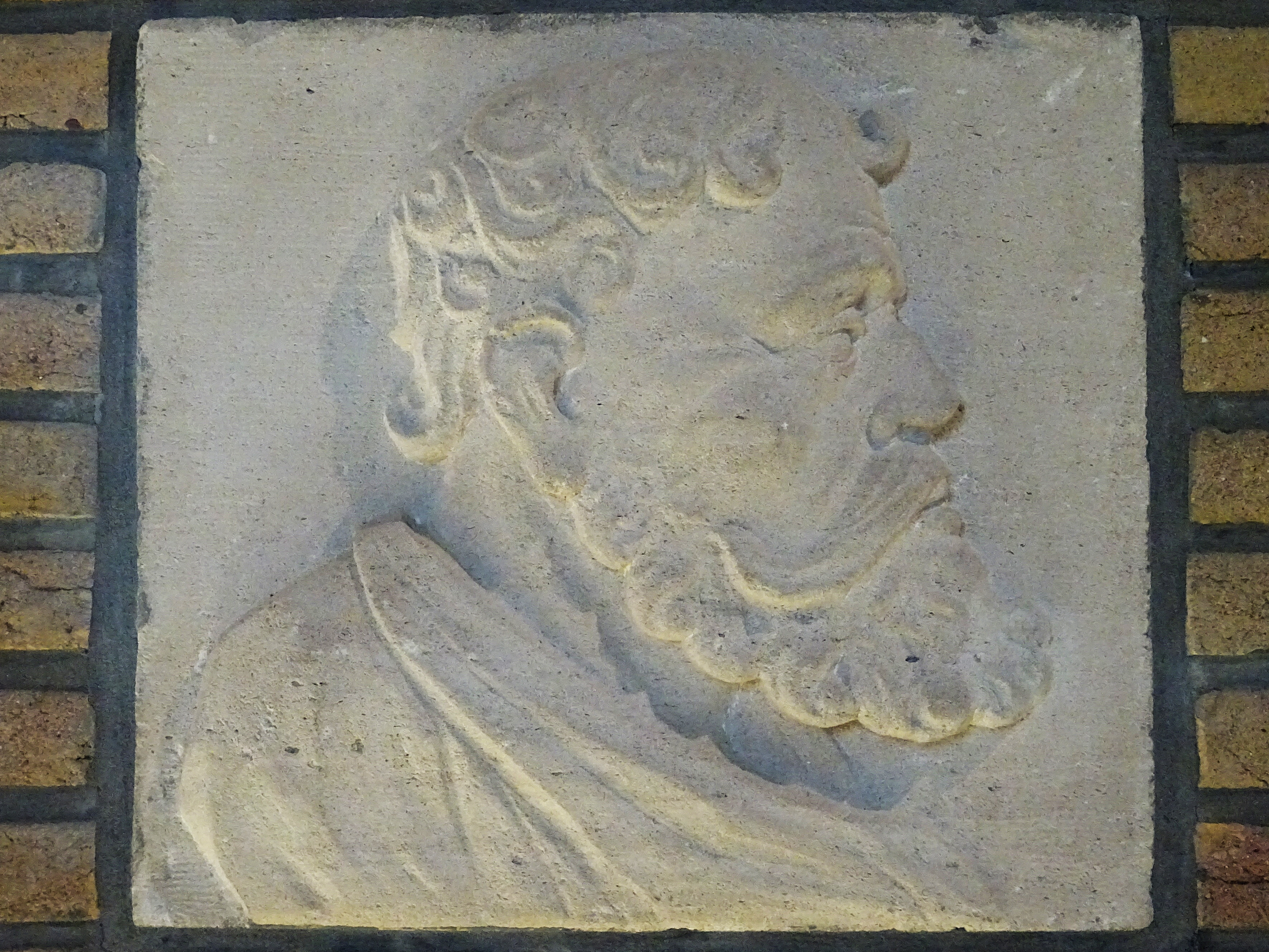
Petrus (beeld afkomstig van preekstoel)
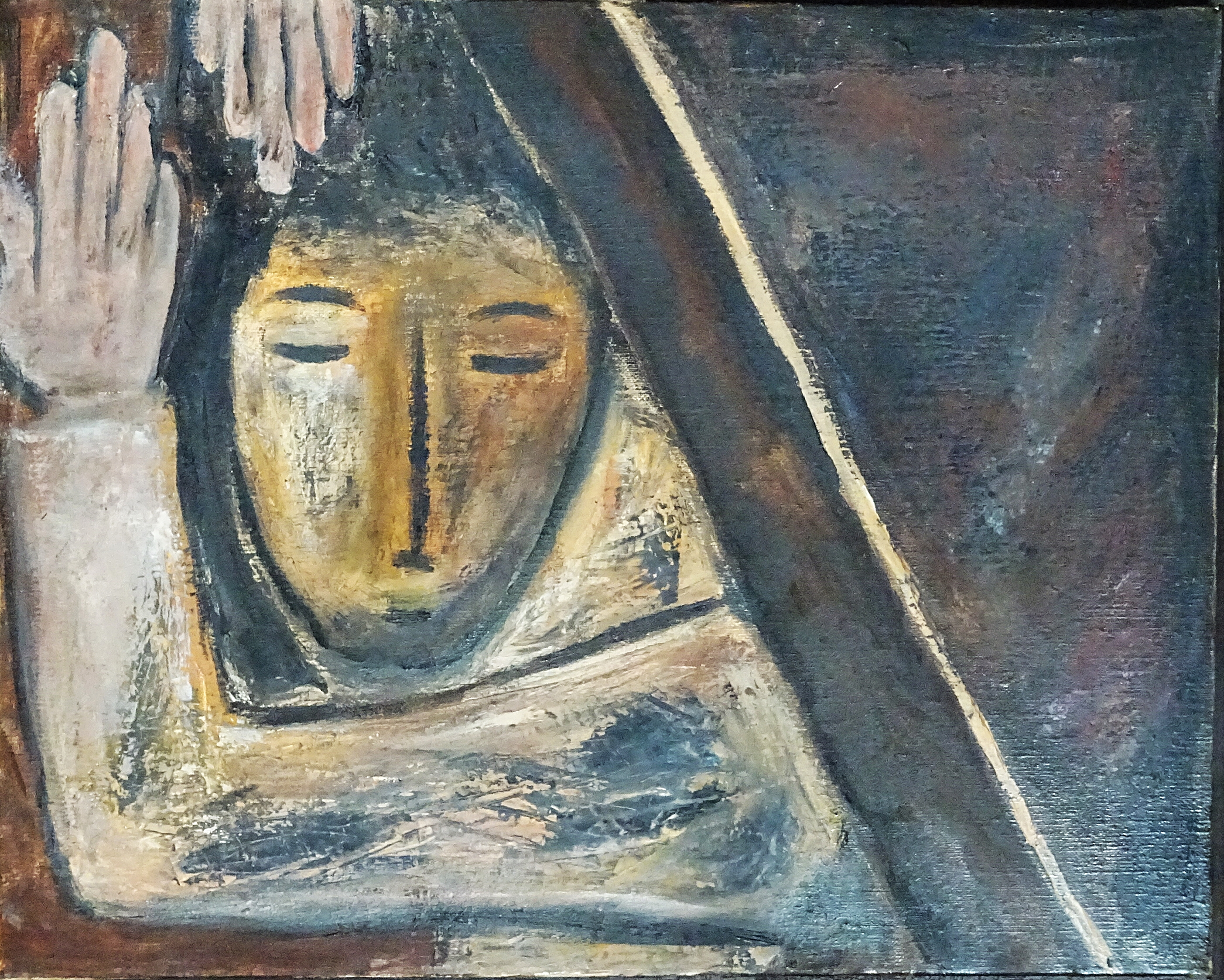
Kruisweg